# Maura Delpero
Maura Delpero, née le 3 octobre 1975 à Bolzano, est une documentariste et réalisatrice italienne.   

## Biographie
Maura Delpero est née à Bolzano le 3 octobre 1975. Elle étudie les lettres à Bologne et à Paris. Elle se rend ensuite à Buenos Aires, pour étudier la dramaturgie. Elle est assistante de Vittorio Moroni (it), pour Le Ferie Di Licu. Maura Delpero réalise des documentaires en explorant la limite entre la fiction et le document.
En 2013, pour Nadea e Sveta  la caméra de Maura Delpero suit le parcours de deux femmes moldaves qui ont déménagé en Italie pour des raisons économiques. Elles laissent derrière elles, leur famille. Sveta a laissé sa fille de 3 ans à sa grand-mère. Les fils de Nadea sont adultes. Nadea e Sveta est primé dans de nombreux festivals.
En 2019, elle réalise Maternal. Il s'agit de la rencontre entre deux mères adolescentes et une jeune nonne italienne dans un foyer pour adolescentes, à Buenos Aires. C'est également la rencontre entre deux mondes que tout oppose. Le foyer est tenu par des nonnes italiennes. Maura Delpero a travaillé pendant quatre ans dans différents foyers qui accueillent les filles-mères mineures, pour réaliser ce film. L'avortement est interdit en Argentine. Les adolescentes enceintes sont prises en charge dans des foyers laïcs ou religieux. La maternité est au cœur du film.
En 2024, Maura Delpero présente son deuxième long-métrage, Vermiglio ou La Mariée des Montagnes, qui décroche le Grand Prix du jury de la Mostra de Venise. Le film sort en France le 19 mars 2025.

## Filmographie
- 2006 : Choose Your Wife and Oxen Form Own Town
- 2008 : Four Tracks Form Ossigeno
- 2008 : Signori professori (documentaire)
- 2012 : Nadea e Sveta (documentaire)
- 2019 : Maternal
- 2024 : Vermiglio ou La Mariée des montagnes

## Distinctions
- Festival du film de Turin 2013 : Cipputi Award pour Nadea e Sveta
- Festival de Locarno 2019 : Prix du jury œcuménique pour Maternal[7]
- Mostra de Venise 2024 : Grand prix du jury pour Vermiglio ou La Mariée des montagnes